# Марга (Мехедінць)
Марга (рум. Marga) — село у повіті Мехедінць в Румунії. Входить до складу комуни Годяну.
Село розташоване на відстані 281 км на захід від Бухареста, 21 км на північ від Дробета-Турну-Северина, 148 км на південний схід від Тімішоари, 111 км на північний захід від Крайови.

## Населення
За даними перепису населення 2002 року у селі проживали 108 осіб, усі — румуни. Усі жителі села рідною мовою назвали румунську.